# Amanda (film, 2018)
Pour les articles homonymes, voir Amanda.
Pour plus de détails, voir Fiche technique et Distribution.
Amanda est un film dramatique français coécrit et réalisé par Mikhaël Hers, sorti en 2018. Il se place dans le contexte post-attentats terroristes, et le thème du film est centré sur le travail de deuil des survivants.

## Synopsis
David Sorel, vingt-quatre ans, est un jeune homme qui habite Paris et qui profite de la vie, tout en écartant les décisions importantes. Il est proche de sa sœur et de sa nièce de sept ans, Amanda. Mais, un jour, la mort soudaine de sa sœur, victime d'un attentat terroriste, le plonge dans un désarroi profond. Alors que deux autres personnes qu'il connaît sont blessées, chacun tente de survivre au traumatisme à sa façon. Seul parent d'Amanda, il se retrouve à devoir s'occuper d'elle, et à première vue, c'est elle qui semble la plus forte dans cette tragédie.

## Fiche technique
Sauf indication contraire ou complémentaire, les informations mentionnées dans cette section peuvent être confirmées par la base de données Unifrance
- Titre original : Amanda
- Réalisation : Mikhaël Hers
- Scénario : Mikhaël Hers, Maud Ameline
- Décors : Charlotte de Cadeville
- Costumes : Caroline Spieth
- Photographie : Sébastien Buchmann
- Son : Dimitri Haulet
- Montage : Marion Monnier (en)
- Musique : Anton Sanko (en)
- Production : Pierre Guyard ; Philip Boëffard et Christophe Rossignon (producteurs associés)
- Sociétés de production : Nord-Ouest Films ; Arte France Cinéma (coproduction) ; SOFICA : Indéfilms 6, LBPI 11 et Manon 8 (en association avec)
- Sociétés de distribution : Pyramide Distribution (France), Cinéart (Belgique), JMH Distributions SA (Suisse romande)
- Pays de production :  France
- Langue originale : français
- Format : couleur
- Genre : drame
- Durée : 107 minutes
- Dates de sortie :
  - Italie : 31 août 2018 (Mostra de Venise)[2]
  - France, Suisse romande : 21 novembre 2018
  - Belgique : 26 décembre 2018
  - Québec : 22 mars 2019

## Distribution
- Vincent Lacoste : David Sorel
- Isaure Multrier : Amanda Sorel
- Ophélia Kolb : Sandrine Sorel, la sœur aînée de David et mère d'Amanda
- Stacy Martin : Léna, la petite amie de David
- Marianne Basler : Maud, la tante de David et Sandrine
- Jonathan Cohen : Axel, un ami de David
- Greta Scacchi : Alison, la mère de David et Sandrine
- Bakary Sangaré : le directeur de la Maison des Enfants
- Nabiha Akkari : Raja
- Raphaël Thiéry : Moïse
- Claire Tran : Lydia
- Elli Medeiros : Eve, la mère de Léna
- Zoé Bruneau : l'assistante sociale

## Accueil

### Critique
En France, le site Allociné recense une moyenne des critiques presse de 4/5.
Pour Télérama, le réalisateur relève un défi de taille, en représentant une « tragédie à la fois intime et collective, consécutive à un attentat ».

### Box-office
En France, le film fait 260 715 entrées.
Diffusé sur Arte en avril 2021, le film rassemble 1,8 million de téléspectateurs, ce qui en fait l'une des meilleures audiences de la chaîne cette année-là.

## Distinctions

### Récompenses
- Festival international du film de Tokyo 2018 :
  - Grand Prix
  - Prix du meilleur scénario

### Nominations
- 24e cérémonie des Lumières : 
  - Nomination pour le Lumière du meilleur film
  - Nomination pour le Lumière du meilleur acteur pour Vincent Lacoste
- César 2019 :
  - César du meilleur acteur pour Vincent Lacoste
  - César de la meilleure musique originale pour Anton Sanko

## Autour du film
La phrase fétiche « Elvis has left the building » occupe une place intrigante dans le film. Au début, la mère d'Amanda lit le livre de Dylan Jones qui l'a reprise comme titre, elle en explique la signification à sa fille. La phrase prend un fort potentiel émotionnel qui explosera dans la dernière séquence du film.